# Mark Davis (cầu thủ bóng đá)
Mark Ronald Davis (sinh ngày 12 tháng 10 năm 1969) là một cầu thủ bóng đá người Anh thi đấu ở vị trí tiền vệ ở Football League cho Darlington. Cuối tháng 2 năm 1987, lúc 17 tuổi 4 tháng, Davis ra sân từ ghế dự bị tại Third Division trên sân nhà trước York City và Bristol City; hai trận đều có kết quả hòa.